# بيجو 301
بيجو 301 هي سيارة سيدان صنعتها الشركة الفرنسية بيجو. تم الإعلان عن إصدارها في مايو 2012، و تم تقديمها للجمهور رسمياً في معرض باريس للسيارات في سبتمبر من نفس العام. 301 يتم تصنيعها في مصانع شركة بيجو في مدينة فيغو بإسبانيا و ذلك جنباً إلى جنب مع توأمها سيتروين سي-إليزيه. و طبقاً للتقارير الصحفية، من المتوقع أن يتم تصنيعها في الصين في أواخر عام 2013.
بدأت 301 في المبيع في نوفمبر 2013، بدأت في السوق التركي ثم بعد ذلك في أسواق أخرى في غرب آسيا، شمال أفريقيا وشرق أوروبا. فالسيارة 301 صممت خصيصاً للأسواق الناشئة، ولذلك لن تكون السيارة موجودة في غرب أوروبا بما فيها البلد الأم فرنسا والمملكة المتحدة.

## المحرك
تم تصنيع بيجو 301 بثلاث محركات. الأول محرك 3 اسطوانات يعمل بالبنزين سعته 1.2 لتر (72 حصان) ويصنّع إما بناقل يدوي أو اوتوماتيكي. الثاني محرك 4 اسطوانات يعمل بالبنزين سعته 1.6 لتر (115 حصان)، و محرك ثالث ديزل سعته 1.6 لتر (92 حصان).

## بيجو 301 2014
بيجو 301 هي سيارة سيدان متوسطة الحجم أطلقتها الشركة الفرنسية في معرض باريس للسيارات عام 2012، حيث حملت السيارة الجديدة اسم طراز 301 الكلاسيكي القديم من ثلاثينيات القرن الماضي. وكجزء من خطة بيجو للعولمة وفتح أسواق جديدة اختارت بيجو تصميماً مألوفاً لهذه السيارة لا يخلو من اللمسات العصرية.
يوحي تصميم بيجو 301 بالحركة والقوة ويشتمل على المواصفات التصميمية الجديدة لسيارات بيجو، حيث استوحي تصميمها من طراز SR1 التجريبي الذي يرمز إلى هوية بيجو الجديدة. الخطوط التصميمية واضحة وأنيقة، بينما يعمل التصميم البسيط المعاصر على منحها المزيد من الأناقة.
تظهر مواصفات بيجو الجينية الجديدة في الواجهة الأمامية، وخاصة في الشبك الأمامي الذي يبدو وكأنه معلق في الهواء مع حواف مشطوبة واسم علامة بيجو التجارية أعلاه، أسفل حافة غطاء المحرك، التي تنطلق منها الخطوط التصميمية التي تعطي غطاء المحرك شكله المميز. بينما يحمل الصام الأمامي فتحة تهوية طولية على جانبيها أضواء الضباب الدائرية الغائرة.
وأفرد المصممون الشكل الجانبي بالمزيد من الاهتمام، حيث تنطلق الخطوط التصميمية الجانبية من الأضواء الأمامية لتمتد على طول السيارة أعلى مقابض الأبواب الجانبية وصولاً إلى الأضواء الخلفية. كما يبرز خط كرومي أنيق على الحافة السفلى للنوافذ الجانبية.
وتظهر من الخلف الأضواء الخلفية ذات اللونين والتي تتمتع بمصابيح على شكل حرف C، بينما يستمر الخط التصميمي الجانبي من الخلف ليندمج مع الجناح أعلى حافة غطاء الصندوق الخلفي ليؤكّد على مظهر المؤخرة الأفقي. ويحمل الصادم الخلفي فتحة طولية رفيعة أسفله مع فوّهة عاد دائرية على الجهة اليمنى.
يحمل التصميم الداخلي نفس الصفات التي تمنح بيجو 301 هويتها الخاصة، والتي تتلخّص بالمعاصرة والأناقة والقوة، حيث تمّ تصميم لوحة العدادات الأمامية وكأنها مقصورة قيادة مع لوحة تحكّم تتكوّن من عدادين دائريّين كبيرين ومقود ثلاثي الأضلع وكونسول وسطي على شكل حرف V.
ويتعزّز الشعور بأناقة المقصورة من خلال التقنيات المتطورة والمواد عالية الجودة المستخدمة في الفرش الداخلي. ويضمّ الكونسول الوسطي نظاماً صوتياً متطوراً يشتمل على مقابس USB و تجهيزات لتقنية بلوتوث، مع شاشة معلومات صغيرة فوق النظام الصوتي وسماعات.
كما توفّر مقصورة بيجو 301 اتساعاً كبيراً للركاب في الأمام والخلف يضعها في صدارة فئتها من المركبات العائلية، وهو ما يتحقّق من خلال طول المركبة البالغ 4.4 م، كما تحتوي المقصورة على عدد من حجرات التخزين الصغيرة المناسبة للاستعمال اليومي، وتبلغ سعة الصندوق الخلفي 640 لتر.
وتتوفر بيجو 301 بعدة فئات الأولى بناقل حركة يدوي مزودة بمحرك من 4 اسطوانات سعة 1.2 لتر بقوة 115 حصان مايجعلها قادرة على التسارع من صفر إلى 100 كم/س خلال 10.8 ثانية وبلوغ سرعة قصوى مقدارها 188 كم/س.
أما الفئة الثانية بناقل حركة يدوي ومحرك من 4 اسطوانات سعة 1.2 لتر وبقوة 72 حصان يجعلها قادرة على التسارع من صفر إلى 100 كم/س خلال 15.9 ثانية وبلوغ سرعة قصوى مقدارها 160 كم/س.
الفئة الثالثة بمحرك 1.6 لتر بناقل حركة اوتوماتيكي.

## وصلات خارجية
- تقرير بيجو 301